# ドック・マギー
ドック・マギー (Doc McGhee) は、アメリカの音楽マネージャー。キッス、ボン・ジョヴィ、モトリー・クルーのマネジメントで最も有名。後者2バンドは彼のマネジメントの元でスターダムに上り詰めた。フーティー・アンド・ザ・ブロウフィッシュとも仕事をした。
スコット・イアン、テッド・ニュージェント、エヴァン・サインフェルド、セバスチャン・バック、ジェイソン・ボーナムらと共に、VH1のリアリティ番組『スーパーグループ』に登場した。

## マネジメントしたバンド
- モトリー・クルー（1982-1989年）
- ボン・ジョヴィ（1984-1991年）
- ガンズ・アンド・ローゼズ（2010-2011年）
- キッス（1995年-）
- スキッド・ロウ（1988年-）
- ザ・フロント（1989 -1994年）
- フーティー・アンド・ザ・ブロウフィッシュ
- スコーピオンズ
- ロニー・ ベネッセ
- ジプシー（2007-2010年）
- ニコ・ヴェガ（2009-2010年）
- ナイト・レンジャー（2007年-）
- クルークトX（2007-2008年）
- ヴィンテージ・トラブル（2010年-）
- ドリュー・デイヴィス・バンド
- ダウン (バンド)

## マネジメントしたソロ・アーティスト
- ボニー・マッキー（2004-2009年）
- シャイアン・キンボール（2007年-）
- デリアス・ラッカー
- テッド・ニュージェント
- ポール・スタンレー
- リッチー・サンボラ
- オリアンティ
- サシャ・エドワーズ
- ボブ・シュナイダー